# Heliodoxa schreibersii
A Heliodoxa schreibersii  a madarak osztályának sarlósfecske-alakúak (Apodiformes)  rendjébe és a kolibrifélék (Trochilidae) családjába tartozó faj.

## Rendszerezése
A fajt Jules Bourcier francia ornitológus írta le 1847-ben, a Trochilus nembe Trochilus Schreibersii néven.

## Alfajai
- Heliodoxa schreibersii schreibersii (Bourcier, 1847)
- Heliodoxa schreibersii whitelyana (Gould, 1872)[2]

## Előfordulása
Dél-Amerika északnyugati részén, Brazília, Kolumbia, Ecuador és Peru területén honos. Természetes élőhelyei a szubtrópusi vagy trópusi síkvidéki és hegyi esőerdők, valamint cserjések. Állandó, nem vonuló faj.

## Megjelenése
Testhossza 11,5–13 centiméter, testtömege 7-10 gramm körüli.

## Életmódja
Nektárral táplálkozik.

## Természetvédelmi helyzete
Az elterjedési területe rendkívül nagy, egyedszáma viszont csökken, de még nem éri el a kritikus szintet. A Természetvédelmi Világszövetség Vörös listáján nem fenyegetett fajként szerepel.